# FIFA Konfederacijski kup 2009.
FIFA Kup konfederacija 2009. bilo je osmo izdanje Kupa konfederacija. Igrao se od 14. do 28. lipnja 2009. u Južnoafričkoj Republici. Naslov je obranila reprezentacija Brazila. 

## Stadioni
Natjecanje se igralo na sljedećim stadionima:
- Johannesburg (Ellis Park Stadion – nakon proširenja) 65 000 mjesta
- Pretoria (Loftus Versfeld Stadion – nakon proširenja) 50 000 mjesta
- Bloemfontein (Free State Stadion – nakon proširenja) 48 000 mjesta
- Rustenburg (Royal Bafokeng Stadion – nakon manje obnove) 42 000 mjesta

Trebalo se igrati i na Nelson Mandela Bay Stadiumu, u Port Elizabethu, međutim odustalo se od toga jer stadion nije završen na vrijeme.   

## Kvalificirane momčadi
- JAR (domaćin, 2. nastup)
- Italija (pobjednik Svjetskog prvenstva 2006., 1. nastup)
- SAD (pobjednik CONCACAF Gold Cupa 2007., 4. nastup)
- Brazil (pobjednik Copa Americe 2007, 6. nastup)1
- Irak (pobjednik AFC Azijskog kupa 2007., 1. nastup)
- Egipat (pobjednik Afričkog Kupa Nacija 2008. 2. nastup)
- Španjolska (pobjednik Eura 2008., 1. nastup)1
- Novi Zeland (pobjednik Oceanijskog kupa nacija 2008., 3. nastup)

1FIFA je objavila da pobjednici južnoameričkog i europskog prvenstva nisu obavezni sudjelovati.

## Natjecanje po skupinama

### Spunika A
| Momčad      | Uta. | Pob. | Izj. | Por. | Po. | Pr. | Gr. | Bod. |
| ----------- | ---- | ---- | ---- | ---- | --- | --- | --- | ---- |
| Španjolska  | 3    | 3    | 0    | 0    | 8   | 0   | +8  | 9    |
| JAR         | 3    | 1    | 1    | 1    | 2   | 2   | 0   | 4    |
| Irak        | 3    | 0    | 2    | 1    | 0   | 1   | -1  | 2    |
| Novi Zeland | 3    | 0    | 1    | 2    | 0   | 7   | -7  | 1    |

### Spunika B
| Momčad  | Uta. | Pob. | Izj. | Por. | Po. | Pr. | Gr. | Bod. |
| ------- | ---- | ---- | ---- | ---- | --- | --- | --- | ---- |
| Brazil  | 3    | 3    | 0    | 0    | 10  | 3   | +7  | 9    |
| SAD     | 3    | 1    | 0    | 2    | 4   | 6   | -2  | 3    |
| Italija | 3    | 1    | 0    | 2    | 3   | 5   | -2  | 3    |
| Egipat  | 3    | 1    | 0    | 2    | 4   | 7   | -3  | 3    |

## Vanjske poveznice
- Službena stranica  Arhivirana inačica izvorne stranice od 6. siječnja 2009. (Wayback Machine)